# Tecnica per un massacro
Tecnica per un massacro è un film del 1967 diretto da Roberto Bianchi Montero. 
Film di spionaggio di produzione italo-spagnola, sequel di Agente Z 55 missione disperata del 1965. 
Durante le riprese il regista Nick Nostro ha sostituito Montero per due settimane.